# Po Ladhuanpuguh
Po Ladhuanpuguh (? - 1799) ou Nguyễn Văn Hào (阮文豪) en vietnamien, est un gouverneur (Chưởng cơ) du Champā à Panduranga de 1793 à 1798.
Selon les Chroniques de Panduranga et vietnamienne c'est un homme du peuple qui aurait exercé des fonctions pendant le règne de son prédécesseur et qui s'était notamment emparé de la région de Phari pour le compte Nguyễn Phúc Ánh, qui le nomme gouverneur de trois sach de la région montagneuse. Il est investi par le roi vietnamien au cours de l' « Année du Buffle » (1793) car le souverain Po Tisuntiraidapuran avait rallié le parti des Tây Sơn. Il règne pendant 7 ans puis le 3e mois de « Année du Cheval » (1798) il demande au roi Vietnamien à être démis de ses fonctions car il est malade. Le 10e mois de l'« Année de la Chèvre » (1799) il meurt de maladie.